# Bupleurum praealtum
Bupleurum praealtum là một loài thực vật có hoa trong họ Hoa tán. Loài này được L. mô tả khoa học đầu tiên năm 1756.